# Роз'їзд 82 Курилик
Роз'їзд 82 Курили́к (каз. рзд.82 Құрылық) — станційне селище у складі Аральського району Кизилординської області Казахстану. Входить до складу Саксаульського сільського округу.
У радянські часи селище називалось Курлук.
Населення — 57 осіб (2021; 87 у 2009, 86 у 1999).